# Histoire des coopératives de production
- Depuis 2002, l'OIT recommande la structuration coopérative des entreprises pour le travail décent.
- En 1947, le statut de la coopération est défini en France.
- En 1901, la liberté d'association est définie en France.
- En 1895, l'identité coopérative est déclarée.
- En 1884 naît l'ancêtre de la Confédération Général des SCOP, la Chambre Consultative des Associations Ouvrières de Production.
- En 1847 Friedrich Wilhelm Raiffeisen crée une boulangerie coopérative en Allemagne.
- En 1844 est créée Équitables Pionniers en Angleterre.